# Józef Użycki
Józef Janusz Użycki (ur. 1 grudnia 1932 w Kiertyniu k. Lwowa, zm. 23 grudnia 2022 w Warszawie) – generał broni Wojska Polskiego, poseł na Sejm PRL VIII kadencji.

## Życiorys
Syn Stanisława i Katarzyny. W lutym 1940 został deportowany z rodziną na Syberię do Kraju Krasnojarskiego, skąd powrócił do kraju w 1946. Po powrocie mieszkał w Gliwicach, gdzie uczęszczał do szkoły średniej.
Służbę wojskową rozpoczął we wrześniu 1950, jako podchorąży Oficerskiej Szkoły Piechoty nr 1 we Wrocławiu. W 1952 został promowany na stopień podporucznika, po czym skierowany na dowódcę plutonu szkolnego, a następnie zastępcę dowódcy kompanii do spraw liniowych w 4 Pułku Piechoty w Kielcach (służył w nim do października 1954). W latach 1954–1957 studiował w Akademii Sztabu Generalnego. Po studiach został szefem sztabu batalionu w 33 Pułku Zmechanizowanego w Nysie (1957–1959). W latach 1959–1966 pełnił służbę w Sztabie Śląskiego Okręgu Wojskowego, gdzie był oficerem Oddziału Operacyjnego. W 1966 został szefem sztabu-zastępcą dowódcy 10 Pułku Czołgów Średnich w Opolu. Dowodził tym pułkiem, uczestnicząc w interwencji państw Układu Warszawskiego w Czechosłowacji. Podczas Inspkcji Sił Zbrojnych dowodzony przez niego pułk otrzymał ocenę bardzo dobrą. W 1969 został szefem sztabu-zastępcą dowódcy 11 Drezdeńskiej Dywizji Pancernej w Żaganiu. W latach 1971–1973 był słuchaczem Wojskowej Akademii Sztabu Generalnego Sił Zbrojnych ZSRR w Moskwie. W 1973 objął dowództwo 11 Drezdeńskiej Dywizji Pancernej. Na tym stanowisku w 1974 awansował na mocy uchwały Rady Państwa PRL na generała brygady. Nominację wręczył mu w Belwederze przewodniczący Rady Państwa PRL prof. Henryk Jabłoński w obecności I sekretarza Komitetu Centralnego PZPR Edwarda Gierka. Dowodzona przez niego dywizja była wielokrotnie wyróżniania, w tym dwukrotnie rocznym rozkazem Ministra Obrony Narodowej. W 1976 został szefem sztabu-zastępcą dowódcy Pomorskiego Okręgu Wojskowego w Bydgoszczy. W 1978 został mianowany dowódcą tego okręgu wojskowego, a na wypadek wojny dowódcą 1 Armii. W 1979 awansowany na generała dywizji. W 1983 został zastępcą szefa Sztabu Generalnego Wojska Polskiego ds. operacyjnych. W latach 1983–1990 szef Sztabu Generalnego i jednocześnie wiceminister Obrony Narodowej. 27 września 1984 został mianowany generałem broni. Nominację wręczył mu w Belwederze przewodniczący Rady Państwa PRL prof. Henryk Jabłoński. 24 września 1990 odwołany ze stanowisk wiceministra obrony narodowej oraz szefa Sztabu Generalnego WP, następnie przebywał w dyspozycji MON. Służbę wojskową zakończył 3 października 1991, przechodząc w stan spoczynku w wieku 58 lat.
W 1951 wstąpił do Polskiej Zjednoczonej Partii Robotniczej. W 1963 został członkiem egzekutywy oddziałowej organizacji partyjnej Wydziału Operacyjnego Sztabu Śląskiego Okręgu Wojskowego, a w latach 1964–1965 i od 1966 był sekretarzem OOP. W kwietniu 1975 zasiadł w Komitecie Wojewódzkim partii w Zielonej Górze, a także w Komitecie Partyjnym Śląskiego Okręgu Wojskowego i jego egzekutywie. Był delegatem na V, VII, VIII i IX Zjazd PZPR. W latach 1980–1985 poseł na Sejm PRL VIII kadencji. Od 13 grudnia 1981 do 21 lipca 1983 członek Wojskowej Rady Ocalenia Narodowego. W latach 1986–1990 członek Komitetu Centralnego PZPR.
Współautor nowej polskiej doktryny obronnej, która prezentował w styczniu 1990 na konferencji szefów sztabów generalnych państw Europy i Ameryki Północnej w Wiedniu.
Autor książki Wojna konwencjonalna w Europie.
Wspominany przez podwładnych jako wyjątkowy, bardzo rygorystyczny służbista.

## Życie prywatne
Mieszkał w Warszawie. Był żonaty, miał jednego syna. Został pochowany na cmentarzu komunalnym północnym w Warszawie.

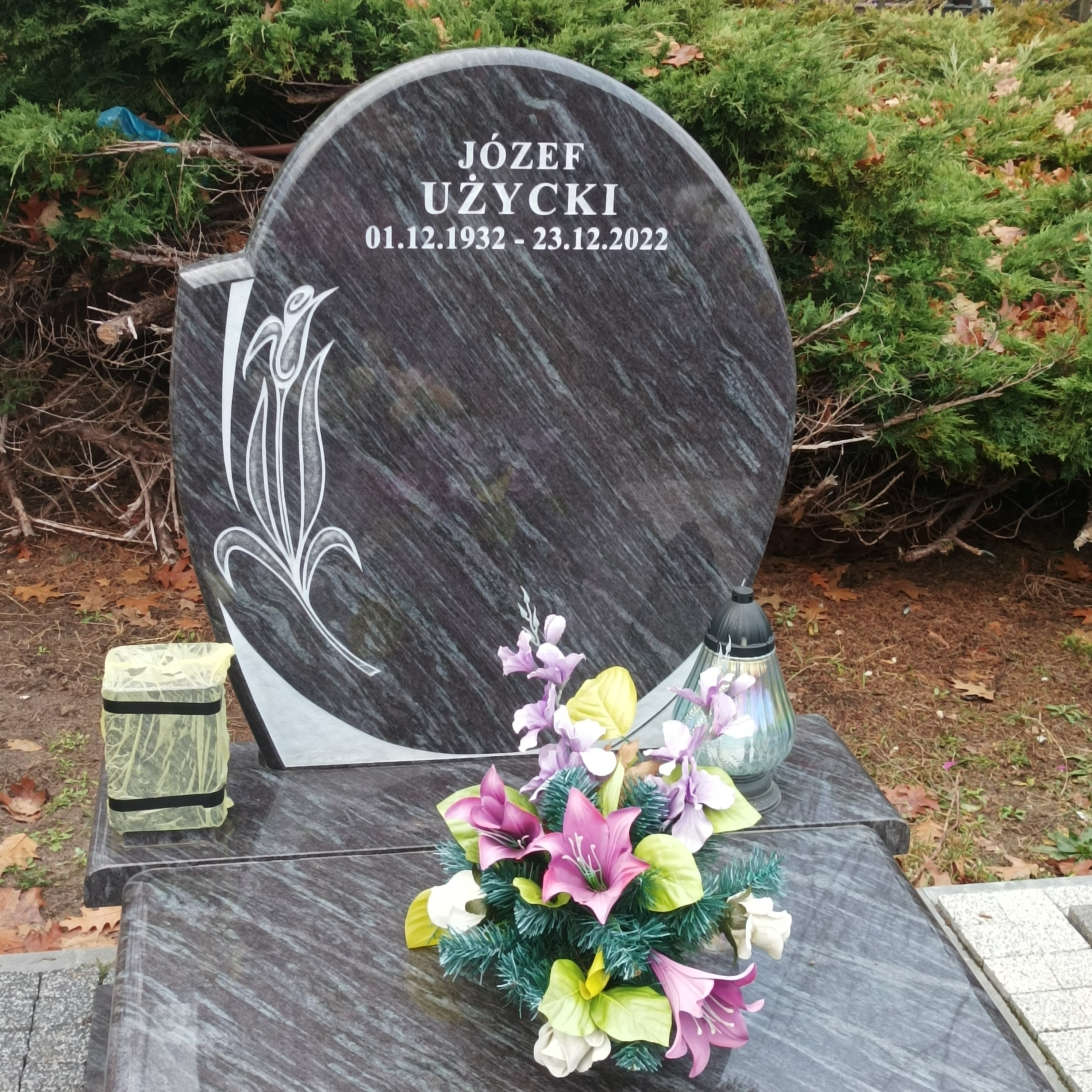
Grób gen. Józefa Użyckiego na Cmentarzu Komunalnym Północnym w Warszawie

## Ordery i odznaczenia
- Krzyż Komandorski Orderu Odrodzenia Polski
- Krzyż Kawalerski Orderu Odrodzenia Polski
- Order Sztandaru Pracy I klasy (1983)[7]
- Złoty Krzyż Zasługi
- Srebrny Krzyż Zasługi
- Medal 30-lecia Polski Ludowej
- Medal 40-lecia Polski Ludowej
- Złoty Medal „Siły Zbrojne w Służbie Ojczyzny”
- Srebrny Medal „Siły Zbrojne w Służbie Ojczyzny”
- Brązowy Medal „Siły Zbrojne w Służbie Ojczyzny”
- Złoty Medal „Za zasługi dla obronności kraju”
- Srebrny Medal „Za Zasługi dla Obronności Kraju”
- Brązowy Medal „Za Zasługi dla Obronności Kraju”
- Medal Komisji Edukacji Narodowej
- Złoty Odznaka „Za Zasługi dla Obrony Cywilnej”
- Złoty Medal „Za zasługi dla Ligi Obrony Kraju”
- Honorowa Odznaka Miasta Łodzi (1980)[8]
- Odznaka honorowa „Za zasługi dla województwa elbląskiego” (1980)[9]
- Odznaka honorowa „Zasłużonym Ziemi Gdańskiej” (1981)[10]
- Złoty Medal „Za Zasługi w Umacnianiu Przyjaźni PRL-ZSRR” (1987, TPPR)[11]
- Medal „Za zasługi dla Pomorskiego Okręgu Wojskowego”
- Medal „40-lecia Socjalistycznej Bułgarii” (Bułgaria, 1986)[12]
- Medal „Za umacnianie braterstwa broni” (Bułgaria)
- Medal „Za umacnianie Przyjaźni Sił Zbrojnych” I stopnia (Czechosłowacja, 1980)
- Order Czerwonej Gwiazdy (Związek Radziecki, 1984)[13]
- Medal „Za umacnianie braterstwa broni” (Związek Radziecki)
- Medal jubileuszowy „Czterdziestolecia zwycięstwa w Wielkiej Wojnie Ojczyźnianej 1941–1945” (Związek Radziecki)
- Medal jubileuszowy „60 lat Sił Zbrojnych ZSRR” (Związek Radziecki)
- Medal jubileuszowy „70 lat Sił Zbrojnych ZSRR” (Związek Radziecki)
- Medal jubileuszowy „30 lat Narodowej Armii Ludowej” (Niemcy Wschodnie, 1986)[14]
- Medal „30-lecia Rewolucyjnych Sił Zbrojnych” (Kuba, 1987)[15]
- Złoty Medal Braterstwa Broni (Węgry)
- inne odznaczenia resortowe, organizacji społecznych, regionalne i zagraniczne